# Doordraaien
Doordraaien is een begrip bij groente- en bloementelers, dat betrekking heeft op het veilen van de producten. Het betekent dat de veilingklok is doorgedraaid.

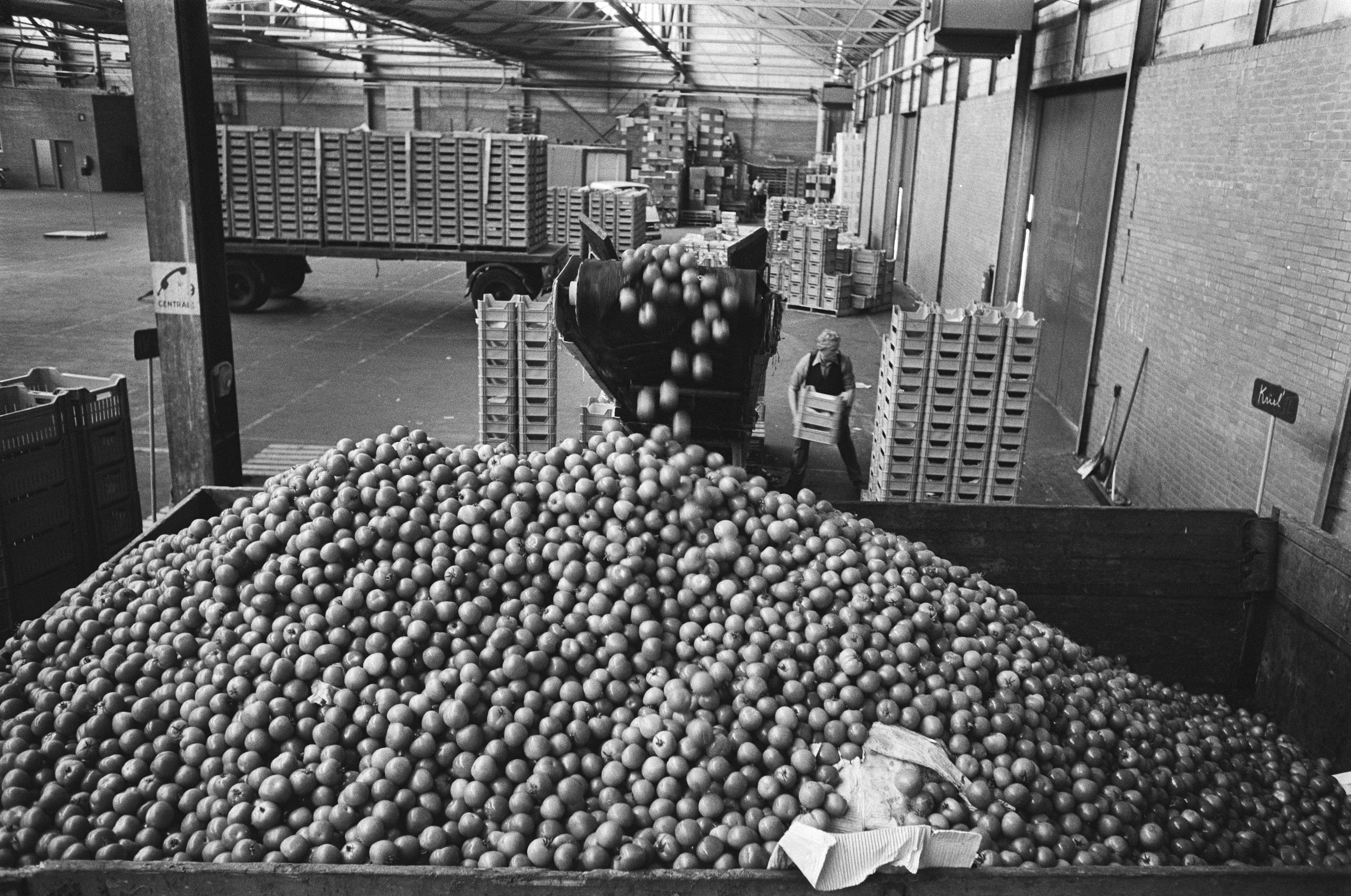
Doorgedraaide tomaten in Westland (aug. 1977)

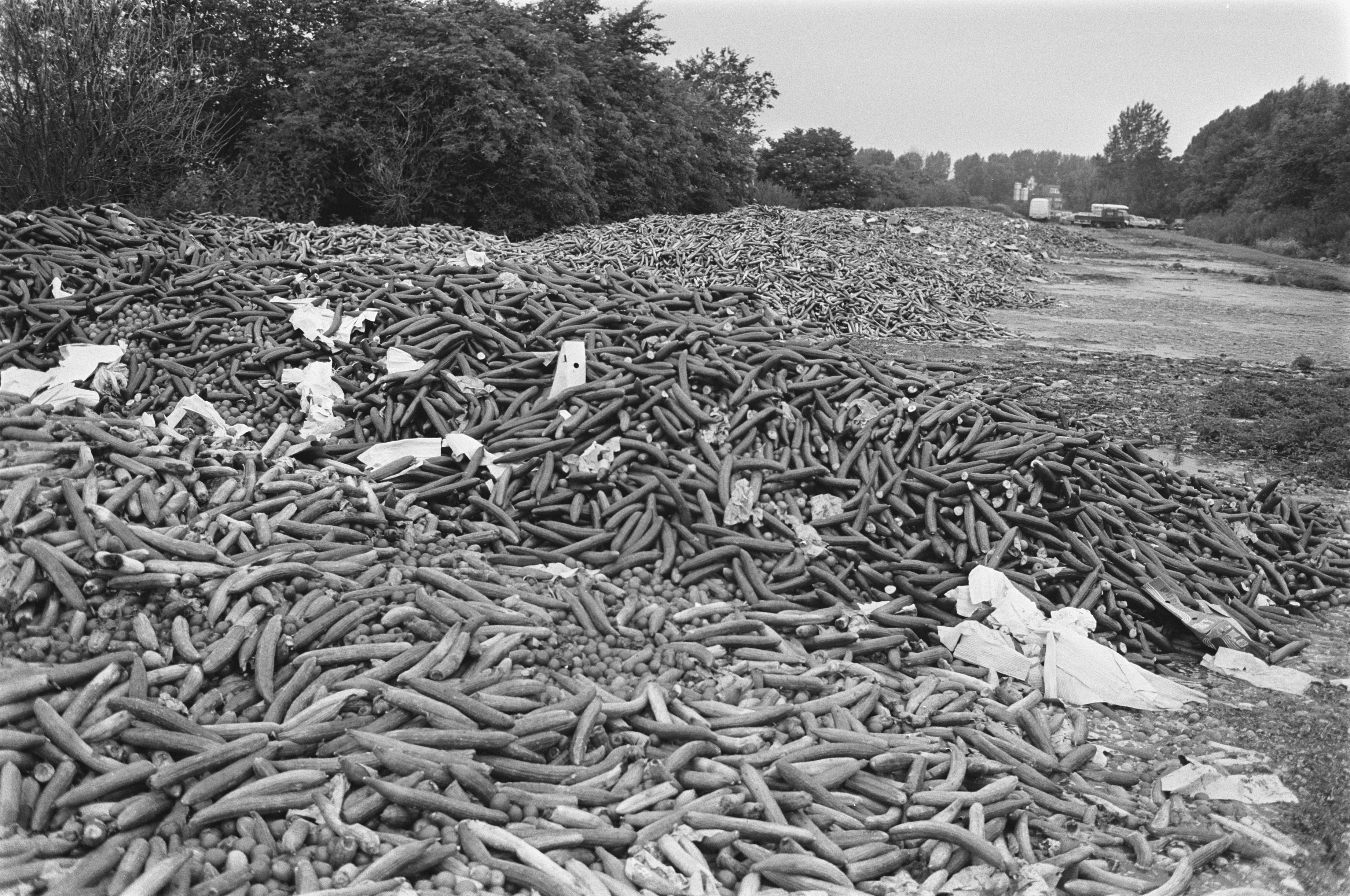
Doorgedraaide komkommers en tomaten op stortplaats van veiling Bleiswijk (juli 1984)

Er wordt geveild met afslag. Wordt een bepaalde door de verkoper vastgestelde minimumprijs niet gehaald, dan is die partij goederen niet verkocht en wordt deze uit de handel genomen (en meestal vernietigd). De partij is doorgedraaid. Het doordraaien slaat dus niet op het vernietigen van goederen, maar op het verloop van de veiling.
Het doordraaien komt voor in perioden dat er te veel geproduceerd is of de vraag onverwacht terugloopt. Vaak is het weer de oorzaak van een te grote productie. Zou er niet worden doorgedraaid, dan wordt er meer verkocht, maar voor een veel lagere prijs, waardoor de totale opbrengst minder is.
De minimumprijs wordt vooraf niet bekendgemaakt, om te voorkomen dat een koper hierop kan anticiperen, en wacht tot het moment vlak voordat deze prijs bereikt wordt, en zich dan pas meldt. Om te voorkomen dat een partij doorgedraaid en vernietigd wordt, zal hij zich dus veiligheidshalve tijdig melden.
Dit is vergelijkbaar met het gebrek aan voorkennis van de kopers onderling: een potentiële koper weet niet bij welk bedrag een andere koper zich zal melden en zal daarom veiligheidshalve tijdig bieden, om te voorkomen dat de partij naar een ander gaat. Evenzeer hoopt de verkoper dat een koper zich tijdig zal melden voordat het doordraaibedrag bereikt is. Want hoewel de minimumprijs nooit bekend wordt gemaakt kunnen kopers natuurlijk wel hun kennis van de producten en ervaring met de handel gebruiken om beter in te schatten wat de minimumprijs ongeveer zal zijn, zodat ze niet al te veel daarboven hoeven te bieden.
Het doordraaien is voor de aanbieders een zeer ongewenst fenomeen want de aanbieder is het aangebodene dan kwijt en moet ook de kosten voor afvoer en verpakkingenbelasting betalen. De aanbieder zal dus ook scherp in de gaten houden welke minimumprijs wordt gehanteerd en als niemand koopt, zijn eigen product weer van de veiling te halen door het zelf te kopen en het op een later moment, als de prijzen beter zijn, opnieuw aan te bieden.
Bij bloemenveilingen worden de bloemen bij doordraaien door de veiling gecomposteerd. Een alternatief is aftuin-veilen. Hierbij wordt het product online geveild waarbij het nog in de grond staat. Het wordt na de veiling geoogst en de volgende dag geleverd, maar kan bij onvoldoende vraag behouden blijven.